# Meir Banai
Meir Banai (in lingua ebraica מֵאִיר בַּנַאי; Gerusalemme, 5 luglio 1961 – Ganot, 12 gennaio 2017) è stato un cantautore e musicista israeliano.
È stato definito una "star veterana" e "una delle perenni punte di diamante della musica israeliana".

## Biografia
Meir Banai è nato a Gerusalemme in una famiglia ebraica tradizionalista di origine iraniana. Veniva da una famiglia di attori e cantanti: era il fratello dell'attrice Orna Banai e del cantante Eviatar Banai, nonché cugino dei musicisti Ehud Banai e Yuval Banai, e nipote del cantante e attore Yossi Banai. Suo padre, Ytzhak Banai, è un giudice.
Tal Sondak, che ha rappresentato Israele agli Eurovision Song Contest 2001, ha detto di essere stato molto influenzato dalla musica di Banai. Nel marzo 2004, Banai ha fatto il suo primo concerto negli USA, nella sala Makor a New York.
Il suo album Shma Koli ("Ascolta la mia voce") del 2007 rielabora testi e preghiere ebraiche tradizionali, mescolandole con musica moderna. Secondo la NMC records, nel Febbraio 2008 Shma Koli ha venduto 15 000 copie.
In tutto Banai ha registrato 10 album da solista e uno con Arkadi Duchin.
Il 12 gennaio 2017 è morto all'età di 55 anni dopo una lunga lotta contro il cancro.

## Discografia

### Albums
Da solista 
- Il primo Album (מאיר בנאי) (1984)
- Pioggia (1987) (גשם)
- Impressioni Live (1988) (הופעה חיה)
- Cambiando colori (1990) (הצבעים משתנים)
- Incluso (1992) (וביניהם)
- La sintonia vagante (1996) (מנגינת הנדודים)
- Cuore frantumato (2001) (לב סדוק)
- Quanto Amore (2002) (כמה אהבה)
- Shma Koli (2007) (שמע קולי)
- Collezioni (2011) (כמו אגם רוגע)

 Con Arkadi Duchin 
- Domino (1999) (דומינו)